# Jeppe Prætorius
Jeppe Prætorius, född 1745, död 1823, var en dansk affärsidkare. Han var slavhandlare och skeppsredare i företaget  Østersøisk-guineiske Handelsselskab, och deltog i den danska slavhandeln under dess sista decennier fram till slavhandelns avskaffande 1803.